# Norbert Požár
Norbert Požár (* 14. března 1934) byl český a československý politik Komunistické strany Československa, poslanec Sněmovny lidu Federálního shromáždění a České národní rady za normalizace.

## Biografie
K roku 1981 se profesně uvádí jako vedoucí tajemník okresního výboru KSČ. Šlo o OV KSČ v Bruntále. Na tomto postu je uváděn i k roku 1983.
Ve volbách roku 1981 zasedl do Sněmovny lidu (volební obvod č. 117 - Krnov, Severomoravský kraj). Ve Federálním shromáždění setrval do konce funkčního období, tedy do voleb roku 1986. Ve volbách roku 1986 pak přešel do České národní rady. Po sametové revoluci se v lednu 1990 vzdal mandátu v rámci procesu kooptací do ČNR.